# Roberto Robaina
Roberto Robaina González (Pinar del Río, 18 marzo 1956) è un politico e pittore cubano.
La sua carriera politica avvenne quasi interamente all'interno dell'Unione dei Giovani Comunisti, di cui fu anche segretario. Nel 1993 al 1999 fu ministro degli esteri, prendendo il posto di Ricardo Alarcón de Quesada.
Nel 2002 fu espulso dal Partito Comunista di Cuba ed in seguito a tale avvenimento si è ritirato dalla vita politica attiva. Roberto Robaina svolge attualmente la professione di pittore.
| Controllo di autorità | VIAF (EN) 34363953 · ISNI (EN) 0000 0000 5297 828X · LCCN (EN) nr97025636 · GND (DE) 171468473 |